# 전주시 덕진구의 국회의원

## 행정구역 변천
- 1989년 5월 1일 전라북도 전주시 덕진구 설치

## 전주시 덕진구의 역대 국회의원
| 대수   | 이름           | 소속정당       | 임기                              | 선거구역 |
| ------ | -------------- | -------------- | --------------------------------- | --- |
| 제14대 | 오탄(吳坦)     | 민주당         | 1992년 5월 30일 ~ 1996년 5월 29일 | 전주시 덕진구 일원 |
| 제15대 | 정동영(鄭東泳) | 새정치국민회의 | 1996년 5월 30일 ~ 2000년 5월 29일 | 전주시 덕진구 일원 |
| 제16대 | 정동영(鄭東泳) | 새천년민주당   | 2000년 5월 30일 ~ 2004년 5월 29일 | 전주시 덕진구 일원 |
| 제17대 | 채수찬(蔡秀燦) | 열린우리당     | 2004년 5월 30일 ~ 2008년 5월 29일 | 전주시 덕진구 일원 |
| 제18대 | 김세웅(金世雄) | 통합민주당     | 당선 무효                         | 전주시 덕진구 일원 |
| 제18대 | 정동영(鄭東泳) | 무소속         | 2009년 4월 30일 ~ 2012년 5월 29일 | 전주시 덕진구 일원 |
| 제19대 | 김성주(金成柱) | 민주통합당     | 2012년 5월 30일 ~ 2016년 5월 29일 | 전주시 덕진구 일원 |
| 제20대 | 김광수(金光守) | 국민의당       | 2016년 5월 30일 ~ 2020년 5월 29일 | 전주시 갑: 완산구 중앙동, 풍남동, 노송동, 완산동, 동서학동, 서서학동, 중화산1동, 중화산2동, 평화1동, 평화2동, 덕진구 인후3동                     |
| 제20대 | 정동영(鄭東泳) | 국민의당       | 2016년 5월 30일 ~ 2020년 5월 29일 | 전주시 병: 덕진구 진북동, 인후1동, 인후2동, 덕진동, 금암1동, 금암2동, 팔복동, 우아1동, 우아2동, 호성동, 송천1동, 송천2동, 조촌동, 동산동         |
| 제21대 | 김윤덕(金潤德) | 더불어민주당   | 2020년 5월 30일 ~ 2024년 5월 29일 | 전주시 갑: 완산구 중앙동, 풍남동, 노송동, 완산동, 동서학동, 서서학동, 중화산1동, 중화산2동, 평화1동, 평화2동, 덕진구 인후3동                     |
| 제21대 | 김성주(金成柱) | 더불어민주당   | 2020년 5월 30일 ~ 2024년 5월 29일 | 전주시 병: 덕진구 진북동, 인후1동, 인후2동, 덕진동, 금암1동, 금암2동, 팔복동, 우아1동, 우아2동, 호성동, 송천1동, 송천2동, 조촌동, 동산동, 혁신동 |
| 제22대 | 김윤덕(金潤德) | 더불어민주당   | 2024년 5월 30일 ~                 | 전주시 갑: 완산구 중앙동, 풍남동, 노송동, 완산동, 동서학동, 서서학동, 중화산1동, 중화산2동, 평화1동, 평화2동, 덕진구 인후1동, 인후2동, 인후3동   |
| 제22대 | 정동영(鄭東泳) | 더불어민주당   | 2024년 5월 30일 ~                 | 전주시 병: 덕진구 진북동, 덕진동, 금암1동, 금암2동, 팔복동, 우아1동, 우아2동, 호성동, 송천1동, 송천2동, 조촌동, 동산동, 혁신동                   |

## 같이 보기
- 전주시 을 (1988년 선거구)
- 전주시 덕진구 (선거구)
- 전주시 갑
- 전주시 병
- 전주시의 국회의원
- 전주시 완산구의 국회의원